# Sant Climent de Llobregat
Sant Climent de Llobregat település Spanyolországban, Barcelona tartományban. Lakosainak száma 4182 fő (2024).

## Földrajza
Sant Climent de Llobregat Gavà, Torrelles de Llobregat, Viladecans, Santa Coloma de Cervelló, Sant Boi de Llobregat és Begues községekkel határos.

## Népesség
A település lakosságának változását az alábbi diagram mutatja:
| Lakosok száma | 419  | 1060 | 1173 | 1281 | 2110 | 3366 | 3779 | 3938 | 4129 | 4182 |
|               | 1717 | 1887 | 1936 | 1960 | 1986 | 2004 | 2009 | 2014 | 2019 | 2024 |